# 上野陽介
上野 陽介（うえの ようすけ/ Yosuke Ueno、1977年（昭和52年）6月14日 - ）は、日本の現代美術家、アーティスト。

## 経歴・人物
山口県下関市出身。独学でアートを学び、1994年に16歳で初の個展を開催。1996年から3年半のサンフランシスコでの単身芸術修行を経て、現代アーティストとしてのキャリアをスタート。2006年頃より、ロサンゼルス、ローマ等、欧米のギャラリーにおける展覧会やアートフェアに参加。ローブローアート、ポップシュルレアリスムのアーティストとして紹介される。
日本をはじめとするアジアの文化と欧米のポップカルチャー、科学、ファッションなど、多様な興味を織り交ぜた彩色豊かな作品を多く生み出し、なかでもDNAを構成する4つの塩基（アデニン、チミン、グアニン、シトシン）をモチーフとした「レインボーカラー」（赤・緑・黄・青）は上野の芸術作品の特徴となっている。
アーティスト・ステイトメントにおいて、上野は自らを未知に挑む科学者や冒険家に喩えており、制作においてつねに挑戦する姿勢を取っていることがうかがえる。
芸術家を志したきっかけは「どの子供もお絵描きをするけど、僕はそれをやめなかっただけ」と語っている。
2022年11月、香港での個展におけるアーティストステイトメント
日本には八百万の神様がいると言われている。
大根や米粒にまで人格が与えられ、身近なもの全てがキャラクターになっている。
それが関係しているのかどうか知らないが、日本では漫画やキャラクターが異常に栄える。
あらゆるキャラクターに性格と人格が与えられ、それらはどこか身近な”あの人”に似ているのだ。
ポートレイトは絵画の歴史と共に始まったと言って良い。
遠いむかし、薄暗い洞窟内に描かれた人物のシルエットも“確かに存在した今はいない誰かの面影”であるはずだ。
そこに人は自分の知っている誰かを思い出し、それをとても愛おしく思うのだ。
今回の展覧会では様々なキャラクターをポートレイトという形で描いた。
西洋絵画の形に乗っ取ってカメラ目線のものや浮世絵風、果てはピカソの食卓のスナップ写真のオマージュやベラスケスの集団肖像画の引用まで。
きっとそこには誰かにとっての“あなた”の面影もあるかもしれない。
2022年11月9日
上野陽介
Japanese myths tell that there are eight million Gods. People believes that holy sprits are in everything in nature, from radish to a grain of rice.
In other words, Japanese people is born in a culture that makes characters out of things around. This habit has been giving a particular effect on Manga and mascot character development in Japan. People see specific personality and feature in every characters. Sometimes those characters are similar to “the person” we know well.
Beginning of art history is also beginning of portrait. There are human figure silhouettes in dark caves from ancient eras, those figures must be “shadows of those who used to be there.” Everyone finds a person familiar in every portrait and feels affection.
In this exhibition, my first solo in Hong Kong, I painted original characters’ portraits in various styles. You can see some are Western style in which characters look towards the viewer, some are like Japanese Ukiyo-e, a dedication to a snap photo of Picasso’s kitchen table, and an imaginary quotation from Velazquez’s portrait of court people. Hope someone will find “someone like you” in those artworks.
9th, Nov 2022.
Yosuke Ueno.

## 展覧会実績
| 開催年月   | 展覧会タイトル                    | 開催場所                                 | 都市         |
| ---------- | --------------------------------- | ---------------------------------------- | ------------ |
| 2024年2月  | GOLDEN DONUTS                     | Volery Gallery                           | ドバイ       |
| 2023年9月  | Beautiful Noise                   | Thinkspace Projects                      | ロサンゼルス |
| 2022年11月 | PORTRAIT OF YOU                   | Gallery Ascend                           | 香港         |
| 2022年6月  | Letters From the Other Side       | Thinkspace Projects                      | ロサンゼルス |
| 2022年5月  | 台北トイフェスティバル（TTF2020） | 華山1914文化創意產業園區 東2館 & 中四B館 | 台北         |
| 2022年3月  | Sacred Childishness               | Dorothy Circus Gallery                   | ローマ       |
| 2021年9月  | HAPPY GO LUCKY                    | VINS Gallery                             | 台北         |
| 2020年11月 | Majestic Parade                   | BRAND LIBRARY AND ART CENTER GLENDALE    | ロサンゼルス |
| 2018       | But Beautiful                     | Thinkspace Projects                      | ロサンゼルス |
| 2017       | Micro Cosmos                      | Dorothy Circus Gallery                   | ローマ       |
| 2015       | Beautiful Noise                   | Thinkspace Projects                      | ロサンゼルス |
| 2012       | The Specific Illusion             | Thinkspace Projects                      | ロサンゼルス |
| 2010       | Negative Never Again              | Thinkspace Projects                      | ロサンゼルス |
| 2008       | Scissors&Butterfly                | Mondo Bizzarro Gallery                   | ローマ       |
| 2006       | ELEFANTASIA                       | Mondo Bizzarro Gallery                   | ローマ       |
| 2006       | JAPOLLO                           | Copro/Nason Gallery                      | ロサンゼルス |
| 1996       | 上野陽介 18歳展                   |                                          | 山口県下関市 |
| 1995       | 上野陽介 17歳展                   |                                          | 山口県下関市 |
| 1994       | 上野陽介 16歳展                   |                                          | 山口県下関市 |

| 開催年 | 展覧会タイトル                                                   | 開催場所                               | 都市             |
| ------ | ---------------------------------------------------------------- | -------------------------------------- | ---------------- |
| 2023   | ”F CANCER”                                                       | Thinkspace Projects                    | ロサンゼルス     |
| 2022   | ”DECODING RECAP”                                                 | VINS GALLERY                           | 台北             |
| 2022   | Across the Pond                                                  | Espacio Gallery                        | ロンドン         |
| 2022   | UNITY                                                            | VOLERY GALLERY                         | ドバイ           |
| 2022   | THE NEW                                                          | Artual Gallery                         | レバノン         |
| 2021   | Satellite Village                                                | GALLERY ASCEND                         | 香港             |
| 2021   | Art Monster 2021                                                 | 華山1914文化創意產業園區－東二C & D館  | 台北             |
| 2021   | CAT ART SHOW 4: A NEW BEGINNING                                  | THE GOLDEN PAGODA (FORMERLY HOP LOUIE) | ロサンゼルス     |
| 2021   | LAX / ORD III                                                    | Vertical Gallery                       | シカゴ           |
| 2021   | Grand Open Group Exhibition                                      | VINS Gallery                           | 台北             |
| 2021   | One must look with the heart (officially by Le Petit Prince)     |                                        | 香港             |
| 2021   | One Art Taipei（アートフェア）                                   | 台北西華飯店 The Sherwood Taipei       | 台北             |
| 2020   | House of the Rising Light                                        | Dorothy Circus Gallery                 | ロンドン、ローマ |
| 2020   | Shakespearean                                                    | HAVEN GALLERY                          | ニューヨーク     |
| 2019   | LAX / ORD II                                                     | Thinkspace Projects                    | シカゴ           |
| 2019   | Hello Kitty 45th Anniversary Group Show                          | COREY HELFORD GALLERY                  | ロサンゼルス     |
| 2019   | Lucky 13 Anniversary Group Show: Pop Surrealism & New Figurative | COREY HELFORD GALLERY                  | ロサンゼルス     |
| 2019   | Pow! Wow! Hawai’i: Exploring the New Contemporary Movement VI    | Thinkspace Projects                    | ハワイ           |
| 2017   | Juxtapozed                                                       | FORT WAYNE MUSEUM OF ART FT. WAYNE     | フォートウェイン |

## アートトイ・フィギュア
2014年、BEAUTIFUL BIZZARE Magazineのインタビューで上野は、機会があればフィギュアも作っていきたいと語っている。
2008年、シンガポールのデザイナートイメーカー、MIGHTY JAXXよりNegative Never Again（邦題は「ネガティブはもういいよ」）を発表。
2015年台北のvtssよりLIFE SOLDIER 5000をリリース。
2018年、日本のトイブランドINSTINCTOYとのコラボレーションを開始、2021年、上野のオリジナルキャラクター「ハピコ」（HAPICO)の初の限定フィギュアをINSTINCTOYより発表した。(2021年6月26日に放映されたBSフジの『アートフルワールド』には、INSTINCTOYのデザイナーである大久保氏と一緒に出演し、コラボレーションをスタートするにいたった経緯を語っている。)
2021年、VINS artより「LILY THE KIT」、「HAPPY GO LUCKY」を発表、いずれの作品も発売開始直後に完売となった。
2022年5月、中国フィギュアメーカーPOP MARTより、初のブラインドボックスシリーズ『The Wonderful World』をリリース。
2022年6月、台北で開催されたトイイベント台北トイフェスティバル（TTF2022）では、INSTINCTOYブースにて特別コラボレーションを実現。アートとデザイナートイが融合されたブースでオリジナル絵画、６０センチのFRPフィギュア『STAND BY YOU』(オリジナルカスタムカラー）を発表、上野が自らオリジナルペイントを施したカスタムバージョンも同時に発表し、そのうちの一体はタイの女優 であるRanee Campen(ราณี แคมเปน)が所有しており、彼女のインスタグラムでも紹介されている。
2022年、VINS artより「STAR COLLECTOR」をリリース。7月に同ギャラリーで開催された展覧会にて、等身大サイズのフィギュアを発表。
2023年1月13日・14日に台北にあるPOP MARTA11店にてINSTINCTOY大久保氏とのダブルサインイベントに出席。５００人以上のファンが来場し、メディアでも大きく取り上げられた。

2023年1月15日、VINS artより限定アートフィギュア「Future One」をリリース。リリース日には台北のVINS Galleryでサインイベントを行い、40分にわたるライブドローイングを披露、40分で10枚のドローイングを完成させた。

## メディア出演
テレビ番組
『アートフルワールド』（BSフジ）-2021/6/26放送分